# NGC 3052
NGC 3052 é uma galáxia espiral barrada (SBc) localizada na direcção da constelação de Hydra. Possui uma declinação de -18° 38' 20" e uma ascensão recta de 9 horas, 54 minutos e 28,0 segundos.
A galáxia NGC 3052 foi descoberta em 7 de Fevereiro de 1785 por William Herschel.